# Tatiana Sysóyeva
Tatiana Sysóyeva –en ruso, Татьяна Сысоева– es una deportista rusa que compitió en vela en la clase Formula Kite. Ganó una medalla de bronce en el Campeonato Europeo de Formula Kite de 2014.

## Palmarés internacional
| \| Campeonato Europeo \| Campeonato Europeo \| Campeonato Europeo \| Campeonato Europeo \| \| Año \| Lugar \| Medalla \| Clase \| \| ------------------ \| ------------------ \| ------------------ \| ------------------ \| \| 2014 \| ND ( Polonia) \| Medalla de bronce \| Formula Kite \| |               |                   |              |
| Campeonato Europeo |               |                   |              |
| Año | Lugar         | Medalla           | Clase        |
| 2014 | ND ( Polonia) | Medalla de bronce | Formula Kite |